# Kvalserien till Elitserien i ishockey 1998
Kvalserien till Elitserien i ishockey 1998 spelades för att avgöra vilka lag som skulle få spela i Elitserien 1998/1999. Kvalserien bestod av sex lag och spelades i tio omgångar. AIK och IF Björklöven spelade till sig platserna i Elitserien, medan Södertälje SK, Linköpings HC, Timrå IK och IF Troja-Ljungby fick spela i Division I kommande säsong.

## Slutställning
| Nr | Lag              | S  | V | O | F | GM | IM | MS  | P  |
| -- | ---------------- | -- | - | - | - | -- | -- | --- | -- |
| 1  | AIK              | 10 | 8 | 0 | 2 | 33 | 18 | +15 | 16 |
| 2  | IF Björklöven    | 10 | 6 | 0 | 4 | 43 | 35 | +8  | 12 |
| 3  | Södertälje SK    | 10 | 5 | 1 | 4 | 29 | 24 | +5  | 11 |
| 4  | Linköpings HC    | 10 | 4 | 2 | 4 | 33 | 33 | 0   | 10 |
| 5  | Timrå IK         | 10 | 3 | 1 | 6 | 26 | 31 | −5  | 7  |
| 6  | IF Troja-Ljungby | 10 | 2 | 0 | 8 | 27 | 50 | −23 | 4  |